# Fontenaille
Fontenaille est un hameau de la ville belge d'Houffalize situé en Région wallonne dans la province de Luxembourg.
Avant la fusion des communes de 1977, Fontenaille faisait partie de la commune de Mont.

## Situation
Implanté entre deux axes routiers importants, l'autoroute E25 Liège-Luxembourg et la route nationale 30 Liège-Bastogne, le hameau de Fontenaille se situe sur le plateau ardennais à une altitude avoisinant les 460 m. Il est entouré par les localités de Dinez, Sommerain, Taverneux et Mont et se trouve à 4 km au nord d'Houffalize.

## Description
Le noyau ancien du hameau construit autour de la chapelle Saint Jacques se compose de quelques maisons et fermettes bâties principalement en pierres de schiste quelquefois blanchies à la chaux. Quelques constructions récentes de type pavillonnaire se sont implantées sur la route menant à la N.30.

## Histoire
- 896 : Fontenaille est cité dans une charte.
- 1130 : mention de la chapelle Saint Jacques de style roman.
- 1700 : reconstruction de la chapelle Saint Jacques[1].